# ويندي كوب (مديرة)
ويندي كوب (بالإنجليزية: Wendy Kopp)‏ هي مديرة أمريكية، ولدت في 29 يونيو 1967 في أوستن في الولايات المتحدة.

## وصلات خارجية
- ويندي كوب على موقع IMDb (الإنجليزية)
- ويندي كوب على موقع الموسوعة البريطانية (الإنجليزية)